# UDRP
La Política de Resolución de Disputas de Nombres de Dominio Uniformes (en Inglés: Uniform Domain-Name Dispute-Resolution Policy o UDRP) es un proceso establecido por la ICANN para la resolución de disputas relacionadas con el registro de dominios de Internet. La UDRP actualmente se aplica a los dominios de nivel privado, y a algunos dominios de nivel superior geográficos.
Cuando un registrante elige un nombre de dominio, este debe asegurarse y garantizar, entre otras cosas, que el registro de ese nombre no infligirá o violará los derechos de un tercero y no acepta participar en un proceso de arbitraje en caso de que un tercero ponga una reclamación.

## Antecedentes
Cuando se creó el ICANN, una de las principales tareas que se le asignaron fue el llamado «Dilema de las marcas», es decir, el uso de marcas comerciales como nombres de dominio sin el consentimiento del propietario de la marca. A finales de la década de 1990, este uso se consideró problemático y susceptible de inducir a error a los consumidores. En el Reino Unido, la Corte de Apelaciones describió este tipo de nombres de dominio como «un instrumento de fraude».
Una de las primeras acciones realizadas fue que los Estados miembros de la Organización Mundial de la Propiedad Intelectual (OMPI) solicitaran a ésta la elaboración de un informe sobre la tensión existente entre las marcas y los nombres de dominio, el cual fue publicado el 30 de abril de 1999. En él la OMPI recomendaba el establecimiento de un «procedimiento administrativo obligatorio relativo a los registros abusivos», que permitiera una «jurisdicción neutral dentro del contexto de litigios que a menudo son de carácter internacional». El procedimiento no estaba destinado a tratar casos con derechos contendientes, ni excluiría la jurisdicción de los tribunales. Sin embargo, sería obligatorio en el sentido de que «cada solicitud de nombre de dominio estaría obligada, en el acuerdo de nombre de dominio, a someterse al procedimiento si un tercero iniciara una demanda contra ella». El Informe de la OMPI también establecía la actual prueba en tres fases de la UDRP. 
EL ICANN sostuvo una reunión sobre este tema celebrada los días 25 y 26 de agosto de 1999 en Santiago de Chile, donde su Junta Directiva adoptó la UDRP, basándose en las recomendaciones contenidas en el Informe de la OMPI y en los comentarios presentados por los registradores y otras partes interesadas.El procedimiento es administrado por proveedores de servicios de resolución de conflictos acreditados por ICANN.
Tras su adopción, la UDRP entró en vigor el 1 de diciembre de 1999. El primer caso resuelto por la OMPI con base en esta política fue el de World Wrestling Federation Entertainment, Inc vs Michael Bosman, relativo al nombre de dominio «worldwrestlingfederation.com». Desde entonces, la OMPI proporciona un «resumen jurisprudencial» (Jurisprudential overview) de uso mundial que sintetiza el criterio legal empleado sobre una serie de cuestiones sustantivas y procesales comunes e importantes con base en la UDRP.